# توالت کودساز

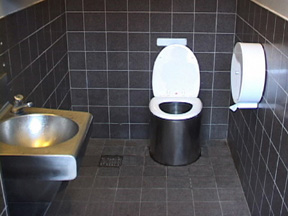
تولت عمومی کودساز در بزرگراه E6 در کشور سوئد

توالت کودساز در واقع یک نوع توالت خشک است که به صورت غالب از سیستم فرایندهای هوازی بر روی پسماندهای انسانی (مدفوع و ادرار) بدون استفاده از آب یا با استفاده از مقادیر کمی آب سیفون به منظور کودسازی یا تجزیه ی هوازی کنترل شده استفاده می‌کند. توالت‌های کودساز به عنوان جایگزینی برای توالت‌های دارای سیفون در شرایطی که منابع کافی از آب یا امکانات تصفیه فاضلاب وجود ندارد در نظر گرفته می‌شود، همچنین از این توالت‌ها برای جمع‌آوری مواد مفید از پسماند انسانی به عنوان کود استفاده می‌شود. از این توالت‌ها در بسیاری از امکانات کنار جاده‌ای در سوئد و پارک‌ها ملی در ایالات متحده و بریتانیا استفاده می‌شود.
پسماندهای انسانی معمولاً با خاک‌اره، فیبر پوست نارگیل یا خزه تورب به منظور بهبود روندهای هوازی، جذب مایعات و کم کردن بو مخلوط می‌شود. روند تجزیه هوازی به‌طور کلی سریعتر از تجزیه و شرایط بی‌هوازی بوده که در تصفیه خانه‌های مرطوب مثل گندانبار (سپتیک تانک) انجام می‌شود.

## تاریخچه
پیش از اینکه سیفون توالت در اواخر قرن ۱۹ همه گیر شود، مخترعان، دانشمندان و مسئولان بهداشت عمومی بودند که از ایدهٔ اتاقک‌های زمین خشک و توالت‌های کودساز پشتیبانی می‌کردند. یک کشیش انگلیسی به نام هنری مول این نوع توالت را اختراع کرده بود. او پس از مشاهده وحشت وبای واگیردار در سالهای ۱۸۴۹ تا ۱۸۵۴ زندگی خود را صرف بهبود بهداشت عمومی کرد. وی تحت تأثیر ضرر و ناسازگاری ساختمانها، به‌خصوص در بوی تعفن بزرگ در تابستان ۱۸۵۸، «سیستم زمین خشک» را اختراع کرد. وی با همکاری جیمز بانهر حق اختراع برای این فرایند (شماره ۱۳۱۶ مورخ ۲۸ می ۱۸۶۰) ثبت نمود. در میان آثارش می‌توان به موضوعاتی که مربوط به این مسئله بودند اشاره نمود، از قبیل «مزایای سیستم زمین خشک» ۱۸۶۸ «غلبه بر ناممکن: یا مصرف بی ضرر، ایمن و به صرفه از زباله‌های شهرها و روستاها» ۱۸۷۰، «سیستم زمین خشک» ۱۸۷۱، «زباله شهری، علاج برای مالیات منطقه ای» ۱۸۷۲ و «ثروت و بهداشت ملی ترویج شده به واسطه پذیرش کلی سیستم زمین خشک».
سیستم او در ساختمانهای خصوصی، مناطق روستایی، اردوگاه‌های نظامی، بسیاری از بیمارستانها و به‌طور گسترده‌ای در راج بریتانیا به کار گرفته شد. اما دست آخر طرح او نتوانست به اندازه توالت تر اقبال عمومی را به دست بیاورد، ولی به هر حال هنوز طرح او در بخش‌هایی از دنیا اجرا می‌شود.

## فرایند
هرچند طرحهای بسیاری وجود دارند ولی عوامل دخیل در نحوه عملکرد یکسان می‌باشند فرایند کودسازی هوازی تسریع شده به شیوهٔ تجزیهٔ گرمادوست انجام می‌شود که در این روش باکتریهای فعال در دمای بالا (۴۰–۶۰ درجه سانتی گراد یا ۱۰۴–۱۴۰ درجه فارنهایت) فضولات را اکسید می‌کنند (به عناصر تشکیل دهنده‌شان تقسیم می‌کنند) که برخی از این عناصر در طی همان پروسه برای کاهش حجم و حذف عوامل بیماری‌زای بالقوه مصرف می‌شوند.

## نگارخانه

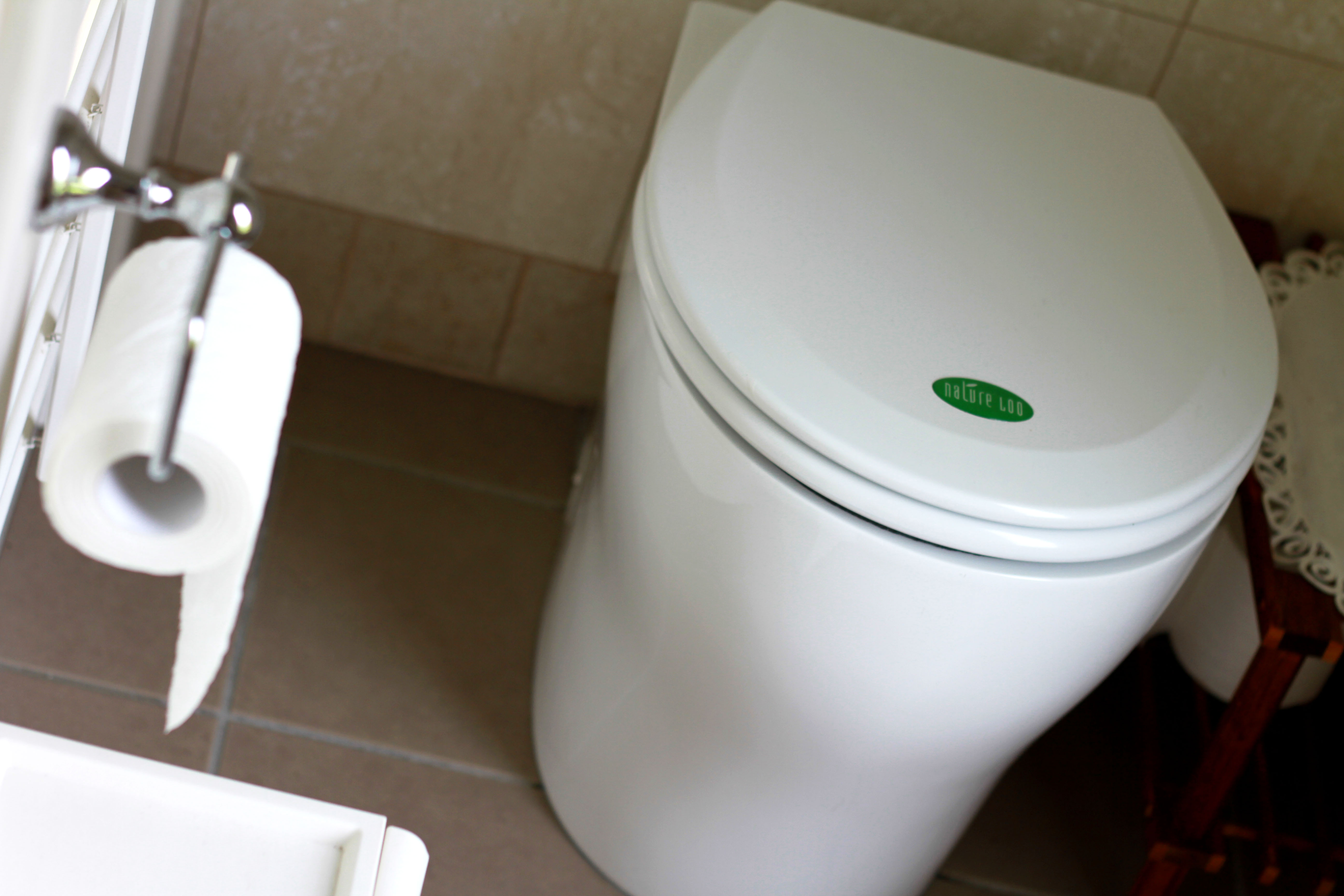
یک توالت خشک که فضولات در آن جدا می‌شوند و در زیر زمین دستشویی انبار می‌شوند تا به کود تبدیل شوند.
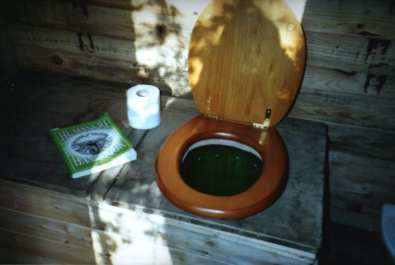
یک توالت خشک دست‌ساز در انگلستان که با هزینهٔ کم و از یک میز قدیمی ساخته شده.
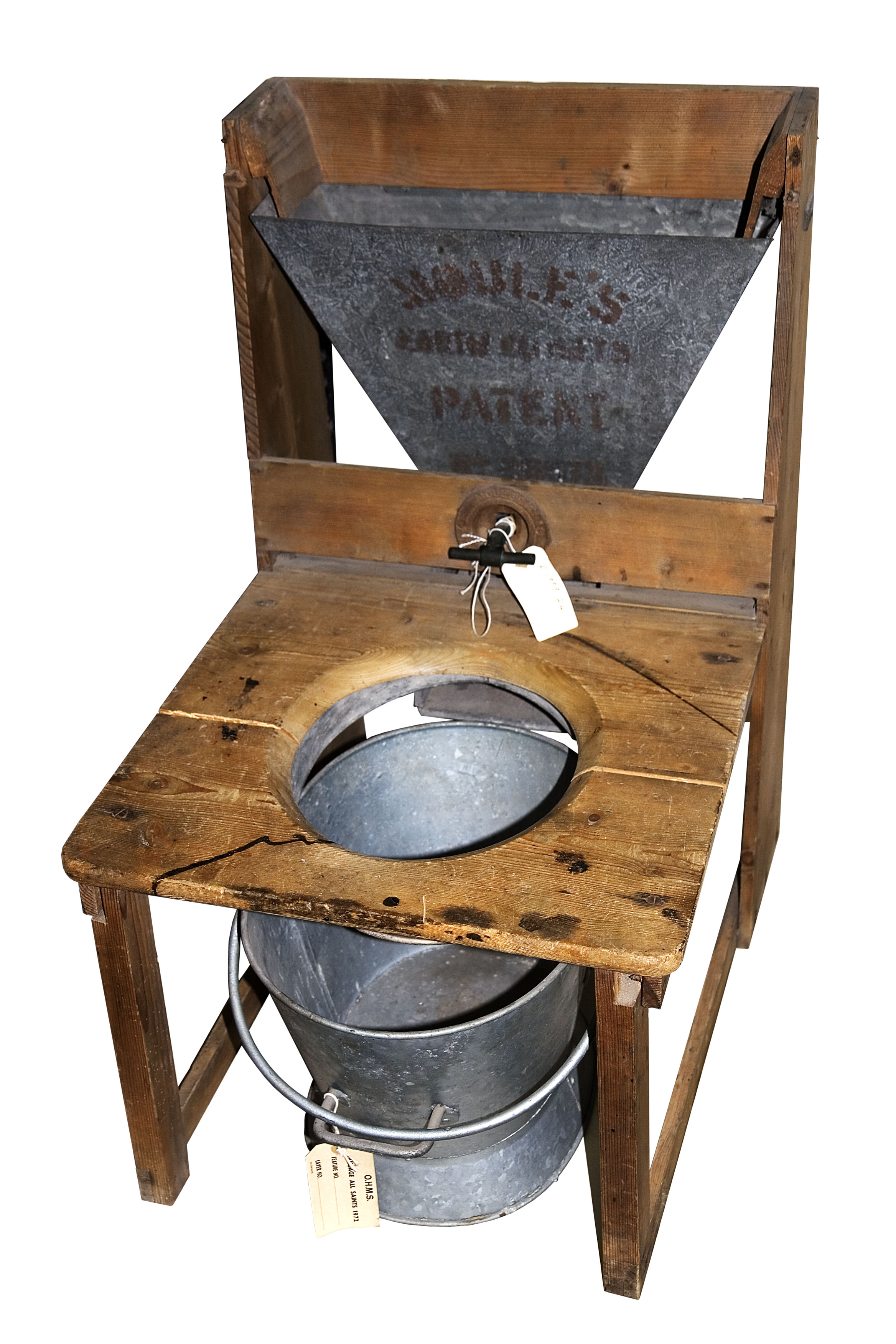
کمد سفالی هنری مول، ثبت اختراع شده در سال ۱۸۷۳. نمونه‌ای از حدود سال ۱۸۷۵. محفظه پشتی برای توزیع مواد پوششی
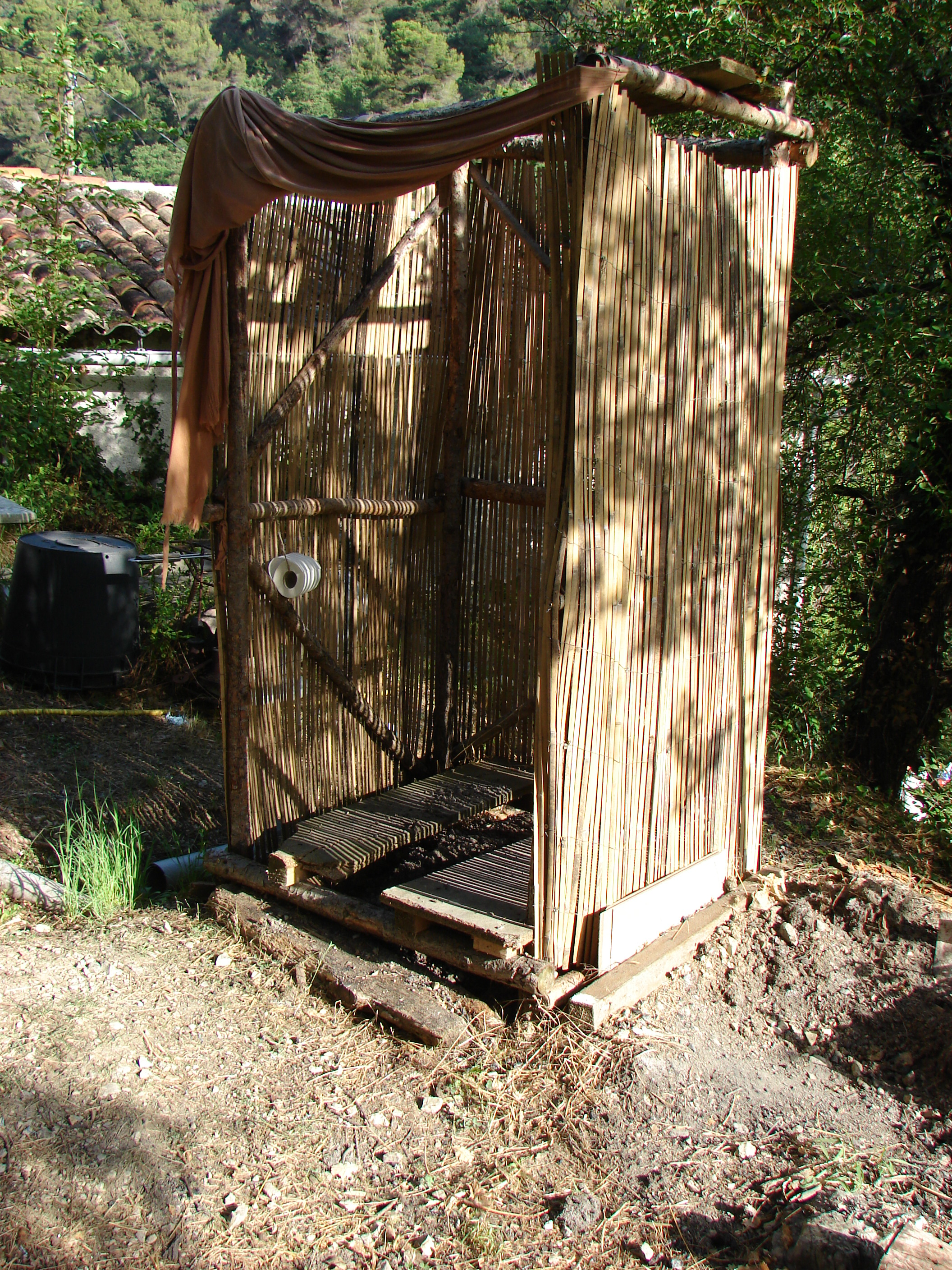